# مشبهة
المجسمة هي مصطلح إسلامي يُطلَق على من يقول بأن الله جسم أو أن يقول كلام يلزم منه ذلك، والمشبهة وهم من يقول يشبه الله بالمخلوقات أو أن يقول كلام يلزم منه ذلك، ويُطلَق عليهم أيضًا الحشوية، ومن أشهر الفرق التي تُوصف بالتجسيم والتشبيه فرق الكرامية نسبة إلى ابن كرام، والسبئية نسبة إلى عبد الله بن سبأ، والهشامية أصحاب هشام بن الحكم الكوفي، ويُطلَق الهشامية أيضًا على أصحاب هشام بن سالم الجواليقي، واليونسية أصحاب يونس بن عبد الرحمن القمِّي، والبيانية أتباع بيان بن سمعان، والمغيرية أتباع مغيرة بن سعيد العجلي، والمنصورية أتباع أبي منصور العجلي، والخطابية أتباع أبي الخطاب الأسدي.
تطلق بعض المذاهب، كالأشاعرة والماتريدية، مصطلح المجسمة على الأثرية والسلفية، لأنهم حسب قولهم يُثبِتون أن الله يحده العرش وأنه موجود في جهة، وأن هذا بحسب قولهم يستلزم التجسيم، وترد السلفية على ذلك أنهم يثبتون الاستواء كما ورد في القرآن بلا كيف من غير تأويل، وينفون أن ذلك يؤدي إلى التجسيم، فإن الله ليس كمثله شيء، وكما يتهم المعتزلة كلًا من الأشاعرة والسلفية بالتجسيم.

## لغويًا
التشبيه في اللغة يعني إلحاق أمر بآخر لصفة مشتركة بينهما، والتجسيم في اللغة هو إسناد الصفات والخصائص البشرية إلى الكائنات الأخرى مثل الآلهة، الحيوانات، الأجسام والظواهر الطبيعية

## اختلاف الفرق الإسلامية في تحديد المصطلح
مسألة التَّجسيم من المسائل العقديَّة التي كثُر الخلاف فيها، حيث أن الفرق الإسلامية اختلفت في تحديد مفهوم لفظ الجسم، مما أدى إلى اختلاف المذاهب والعقائد.
- تُطلق المعتزلة مصطلح المجسّمة على من يُثبت الصفات الخبرية أو المعنوية لله،[15] ويُعرّف القاضي عبد الجبار المعتزلي معنى الجسم بقوله:[19] «اعلم أن الجسم هو ما يكون عريضًا عميقًا، ولا يحصل فيه الطول والعرض والعمق؛ إلا إذا تركب من ثمانية أجزاء، بأن يحصل جزءان في قبالة الناظر، ويسمى طولًا وخطًا، ويحصل جزءان آخران عن يمينه ويساره منضمان إليهما، فيحصل العرض، ويسمى سطحًا أو صفحة، ثم يحصل فوقها أربعة أجزاء مثلها، فيحصل العمق، وتسمى الثمانية أجزاء المركبة على هذا الوجه جسمًا»
- تُطلق الأشاعرة والماتريدية مصطلح المجسمة والمشبهة على من يُثبت الاستواء والمجيء واليدين والقدمين والعين والوجه لله، كما تُطلق هذا المصطلح على من يقول بالجهة والفوقية، فيقول ابن حزم:[20] «قال أبو محمد: ذهبت طائفة إلى القول بأن الله تعالى جسم وحجتهم في ذلك أنه لا يقوم في المعقول إلا جسم أو عرض فلما بطل أن يكون تعالى عرضًا ثبت أنه جسم وقالوا إن الفعل لا يصح إلا من جسم والباري تعالى فاعل فوجب أنه جسم واحتجوا بآيات من القرآن فيها ذكر اليد واليدين والأيدي والعين والوجه والجنب وبقوله تعالى ﴿وجاء ربك﴾ و﴿يأتيهم الله في ظلل من الغمام والملائكة﴾ وتجليه تعالى وبأحاديث للجبل فيها ذكر القدم واليمين والرجل والأصابع والتنزل. قال أبو محمد: ولجميع هذه النصوص وجوه ظاهرة بينة خارجة على خلاف ما ظنوه وتأولوه. قال أبو محمد: وهذان الاستدلالان فاسدان أما قولهم أنه لا يقوم في المعقول إلا جسم أو عرض فإنها قسمة ناقصة وإنما الصواب أنه لا يوجد في العالم إلا جسم أو عرض وكلاهما يقتضي بطبيعته وجود محدث له فبالضرورة نعلم أنه لو كان محدثها جسمًا أو عرضًا لكان يقتضي فاعلاً فعله ولا بد فوجب بالضرورة أن فاعل الجسم والعرض ليس جسماً ولا عرضاً وهذا برهان يضطر إليه كل ذي حس بضرورة العقل ولابد وأيضًا فلو كان الباري تعالى عن إلحادهم جسماً لاقتضى ذلك ضرورة أن يكون له زمان ومكان هما غيره وهذا إبطال التوحيد وإيجاب الشرك معه تعالى لشيئين سواه وإيجاب أشياء معه غير مخلوقة وهذا كفر.»
- تُطلق الأثرية أو السلفية لفظ المشبهة والمجسمة على من شبه الله بخلقه، ولكنهم يُثبتون من الأسماء والصفات ما جاء في القرآن الكريم والأحاديث النبوية من غير تأويل ولا تعطيل ولا تكييف ولا تمثيل،[13] ولا يعتبرون إثبات الاستواء والمجيء واليدين والقدمين والعين والوجه والفوقية من التجسيم والتمثيل،[15][18] فقال ابن تيمية:[21] «ومذهب السلف بين مذهبين، وهدي بين ضلالتين، إثبات الصفات ونفي مماثلة المخلوقات، فقوله تعالى:﴿لَيْسَ كَمِثْلِهِ شَيْءٌ﴾. رد على أهل التشبيه والتمثيل، وقوله:﴿وَهُوَ السَّمِيعُ الْبَصِيرُ﴾ سورة الشورى:11. رد على أهل النفي والتعطيل، فالممثل أعشى، والمعطل أعمى، الممثل يعبد صنمًا، والمعطل يعبد عدمًا.»

## الفرق المتهمة بالتجسيم  أو بالتشبيه

### الشيعة الأوائل
يُتهم الشيعة الأوائل أنهم أول من قال بالتشبيه والتجسيم، فيقول فخر الدين الرازي: «اليهود أكثرهم مشبّهة، وكان بدء ظهور التّشبيه في الإسلام من الرّوافض مثل هشام بن الحكم الكوفي، وهشام بن سالم الجواليقي، ويونس بن عبد الرحمن القمي وأبي جعفر الأحول»، وهؤلاء الرجال المذكورين تعدهم الاثنا عشرية من أعيان الشيعة.، ومن الزيدية من اتهم الاثني عشرية بالتجسيم، ومنهم ابن المرتضى اليماني حيث قال بأن جل الاثني عشرية على التجسيم إلا من اختلف منهم بالمعتزلة، ويذكر أبو الحسن الأشعري أنّ أوائل الشّيعة كانوا مُجسّمة، ثم بيّن مذاهبهم في التّجسيم، ونقل بعض أقوالهم في ذلك، إلا أنّه يقول بأنّه قد عدل عنه قوم من متأخّريهم إلى التّعطيل، ولكن شيوخ الإثني عشرية ينفون هذه الأقوال المنسوبة إليهم.

ومن أشهر تلك الفرق:
- أصحاب هشام بن الحكم، ويُسمَّون الهشامية، ويُذكر اقتباسات منسوبة إلى هشام بن الحكم وأتباعه يقولون فيها بالتشبيه والتجسيم، وأن معبودهم جسم وله نهاية، وحد طويل عريض عميق، طوله مثل عرضه،[28] وذكر ذلك عبد القاهر البغدادي:[29] «زعم هشام بن الحكم أن معبوده جسم ذو حد ونهاية وأنه طويل عريض عميق وأن طوله مثل عرضه»، وقال ابن تيمية:[30] «وأول من عرف في الإسلام أنه قال: إن الله جسم هو هشام بن الحكم»، وقال ابن حزم:[31] «قال هشام في مناظرته لأبي الهذيل إن ربه سبعة أشبار بشبر نفسه، وكان داود الجواربي من كبار متكلميهم يزعم أن ربه لحم ودم على صورة الآدمي».
- أصحاب هشام بن سالم الجواليقي، ويُسمَّون الهشامية أيضًا، ويُذكر أنهم قالوا أن الله على صورة الإنسان، وينكرون أن يكون لحمًا ودمًا، ويقولون: إنه نور ساطع يتلألأ بياضًا،[28] فيقول عبد القاهر البغدادي:[29] «إن هشام بن سالم الجواليقي مفرط في التجسيم والتشبيه لأنه زعم أن معبوده على صورة الإنسان، وأنه ذو حواس خمس كحواس الإنسان».
- أصحاب يونس بن عبد الرحمن القمِّي، ويُسمَّون اليونسية، وهو من أصحاب الإجماع عند الاثنا عشرية[28] ويقول عبد القاهر البغدادي:[32] «وكذلك يونس بن عبد الرحمن القمي مفرط أيضًا في باب التشبيه»، وقال الإسفراييني:[33] «والعاقل بأول وهلة يعلم أن من كانت هذه مقالته لم يكن له في الإسلام حظ»
- البيانية أتباع بيان بن سمعان،[28] حيث قالوا بألوهية علي بن أبي طالب، وقال بتناسخ الأرواح، لذلك يُعد من طوائف التجسيم والتشبيه.[34]
- السبئية أتباع عبد الله بن سبأ، فقد ألَّهت هذه الفرقة علي بن أبي طالب مثل البيانية، وشبهوه بذات الله.[28]
- المغيرية أتباع مغيرة بن سعيد العجلي، وقيل أنه كان يقول أن معبوده له أعضاء، وأعضاؤه على صورة حروف الهجاء،[28] قال ابن قتيبة عن المغيرة بن سعيد في كتابه عيون الأخبار عن المغيرة بن سعيد إنه كَانَ سبئيًا.[35]
- المنصورية أتباع أبي منصور العجلي، حيث ذُكِر أنه قال أنه صعد إلى السماء إلى الله، وأن الله مسح على رأسه وقال : يا بني بلغ عني .[28]
- الخطابية أتباع أبي الخطاب الأسدي.[28]
- داود الجواربي نسبة إِلَى الجوارب،[36]، قال الذهبي: «داود الجواربي رأس في الرفض والتجسيم.»، وقال يزيد بن هارون عنه: «إنما مثله مثل طائفة كانوا في سفينة فعبروا جسر واسط فسقطوا في النهر، وكان معهم داود فخرج شيطان من النهر، فقَالَ: أنا داود الجواربي، فنشر هذا الضلال وهذه البدع.»، فكان يَقُولُ إن ربه له جسم وجثة وأعضاء.[37]

### الكرامية
ظهرت هذه الفرقة في النصف الأول من القرن الثالث الهجري، وأشهر رجالها هو محمد بن كرام بن عراق السجستاني (ت:255 هـ)، إليه تنسب هذه الفرقة، يُتهَمون بأنهم مجسمة لاتفاقهم على إطلاق لفظ الجسم على الله تعالى، ولكنهم فسروا معناه بأنه القائم بالذات، المستغني وجوده عن غيره.

### الأثرية المجسمة
يتهم كلًا من المعتزلة والأشاعرة - يتهمون - بعض الأثرية غير المفوضة بالتجسيم، فالأشاعرة تصف الأثرية بالتجسيم لإثباتهم لله وجها ويدا والاستواء والفوقية، وينفي الأثرية ذلك، كما يقول عثمان بن سعيد الدارمي المتوفى عام 280 هـ: "فَمِنْ أَيِّ النَّاسِ سَمِعْتَ أَنَّهُ قَالَ: جَارِحٌ مُرَكَّبٌ؟ فأشِرْ إِلَيْهِ، فَإِنَّ قَائِلَهُ كَافِرٌ، فَكَمْ تُكَرِّرُ قَوْلَكَ: جِسْمٌ مُرَكَّبٌ، وأَعْضَاءٌ وَجَوَارِحُ، وَأَجْزَاءٌ، كَأَنَّكَ تُهَوِّلُ بِهَذَا التَّشْنِيعِ عَلَيْنَا أَنْ نَكُفَّ عَنْ وَصْفِ اللهِ بِمَا وَصَفَ نَفْسَهُ فِي كِتَابِهِ، وَمَا وَصَفَهُ الرَّسُولُ، وَنَحْنُ وَإِنْ لَمْ نَصِفِ اللهَ بِجِسْمٍ كَأَجْسَامِ المَخْلُوقِينَ، وَلَا بِعُضْوٍ وَلَا بِجَارِحَةٍ؛ لَكِنَّا نَصِفُهُ بِمَا يَغِيظُكَ مِنْ هَذِهِ الصِّفَاتِ الَّتِي أَنْتَ ودُعَاتُك لَهَا مُنْكِرُونَ".

#### مصطلح الحشوية
يقال أن سبب هذه التسمية أنهم لجمعهم حشو الحديث من غير تمييز بين صحيحه وضعيفه، ويقال لأنهم أتوا مجلس الحسن البصري وتكلموا في السقط - وهو الذي لم تتم له ستة شهور في بطن أمه - فأمر بردّهم إلي حشا الحلقة - أي طرفها - فسُمّوا بالحشوية.
وخصوم السلفيين يرمونهم بهذا الاسم، فعند أبي حامد الغزالي هم من أثبتوا الجهة فيقول: «أما الحشوية فإنهم لم يتمكنوا من فهم موجود إلا في جهة، فأثبتوا الجهة.»، وكذلك بدر الدين بن جماعة فقال: «واحتج بعض الحشوية بعدم إنكار النبي بسؤاله بقوله أين الدالة على المكان»
ويقول أنصار مذهب أهل الحديث والسلفية أن هذا المصطلح لتنفير الناس عن اتباعهم، فيقول محمود شكري الآلوسي: «وخصوم السلفيين يرمونهم بهذا الاسم، تنفيراً للناس عن اتباعهم والأخذ بأقوالهم، حيث يقولون في المتشابه: وَمَا يَعْلَمُ تَأْوِيلَهُ إِلاَّ اللّهُ. وقد أخطأت استهم الحفرة، فالسلف لا يقولون بورود ما لا معنى له لا في الكتاب ولا في السنة، بل يقولون في الاستواء مثلاً: الاستواء غير مجهول، والكيف غير معقول، والإقرار به إيمان، والجحود به كفر. إلى أن قال: والمقصود أن أهل الباطل من المبتدعة رموا أهل السنة والحديث بمثل هذا اللقب الخبيث»

### الأشاعرة
نظرًا لاختلاف تعريف مصطلح التشبيه بين الفِرق؛ تتهم بعض الفرق الأشاعرة أيضًا بالتشبيه بالرغم أنهم من الفرق الذين ينكرون التشبيه، وممن اتهمهم بذلك بعض أهل الحديث، وذلك لأنهم قالوا إن لله تعالى كلاماً نفسياً، كما أن للإنسان كلاماً نفسياً، واستشهدوا بقول منسوب للأخطل وهو (إن الكلام لفي الفؤاد). وقد رد الأشاعرة على ذلك بأن كلام الله لا يشبه كلام البشر، فكلام الله قديم غير مخلوق، أما كلام البشر فحادث مخلوق. كما يتهمهم ذلك بعض الشيعة والمعتزلة بسبب إثباتهم بعض الصفات، يقول المازندراني: «الأشاعرة يثبتون له تعالى صفات الجسم ولوازم الجسمية ويتبرؤن من التجسيم.. وهذا تناقض يلتزمون به ولا يبالون، وهذا يدل على عدم تفطنهم لكثير من اللوازم البينة أيضاً، وعندنا هو عين التجسيم»، وكذلك ترمي المعتزلة الأشاعرة بالتجسيم لإثباتهم الصفات المعنوية لله. وقد رد الأشاعرة على ذلك فقالوا: إننا ننزه الله تعالى عن مشابهة مخلوقاته في ذاته وفي صفاته وفي أفعاله، ولا نثبت له صفات الأجسام بل ننفي عنه الجسمية ولوازمها، وقالوا: كل ما خطر ببالك، فالله بخلاف ذلك.

### بعض الصوفية القائلين بوحدة الوجود
يُتهَم بعض الصوفية بالتجسيم والتشبيه، حيث اتهم بعضهم أنهم قالوا أن الله تَعَالَى يَحِلُّ في مخلوقاته أو يتحد بهم، وهو ما يُسمى بوحدة الوجود، ومن المُتَهمين بذلك الحسين بن منصور الحلاج (ت:309 هـ)، وشهاب الدين يحيى السهروردي (ت:587 هـ)، محي الدين بن عربي (ت:638 هـ)، ابن الفارض (ت:632 هـ)، ابن سبعين (ت:667 هـ)، حيث لاقت قصيدة نظم السلوك لابن الفارض المسماة بالتائية الكبرى العديد من الاتهامات باتباع مذهب وحدة الوجود، وكذلك اتُهِم محي الدين بن عربي بالتشبيه استنادا إلى بعض أقواله، فقد قال فيه بدر الدين بن جماعة: «وقوله - يعني ابن عربي - في آدم: أنه إنسان العين، تشبيه لله تعالى بخلقه، وكذلك قوله: الحق المنزه، هو الخلق المشبّه إن أراد بالحق رب العالمين، فقد صرّح بالتشبيه وتغالى فيه.»

### كتب
- دفع شبه التشبيه بأكف التنزيه لابن الجوزي.
- اجتماع الجيوش الإسلامية على غزو المعطلة والجهمية لابن القيم.
- مقالة التَّجسيم - دراسة نقديَّة لخطاب خصوم ابن تيميَّة المعاصرين، لفهد محمَّد هارون.
- الغنية في أصول الدين، أبو سعد بن أبي سعيد المتولي النيسابوري.
- غاية البيان في تنزيه الله عن الجهة والمكان، تأليف: قسم الأبحاث والدراسات الإسلامية.

## وصلات خارجية
- رأي المعتزلة في بعض مسائل التشبيه والتجسيم ـ موسوعة الفِرق، الدرر السنية.
- دعوى أن شيخ الإسلام مجسّم ومشبّه ـ د. عبد الله بن صالح بن عبد العزيز الغصن.
- موقف ابن تيمية من التجسيم ـ إ. د. مصطفى حلمي.